# Bell X-1
Bell X-1, định danh gốc XS-1, là một dự án nghiên cứu máy bay siêu âm do Ủy ban Cố vấn Hàng không Quốc gia Hoa Kỳ (NACA) – Không lực Lục quân Hoa Kỳ – Không quân Hoa Kỳ phối hợp thực hiện, với máy bay do Bell Aircraft Company chế tạo.

### X-1A

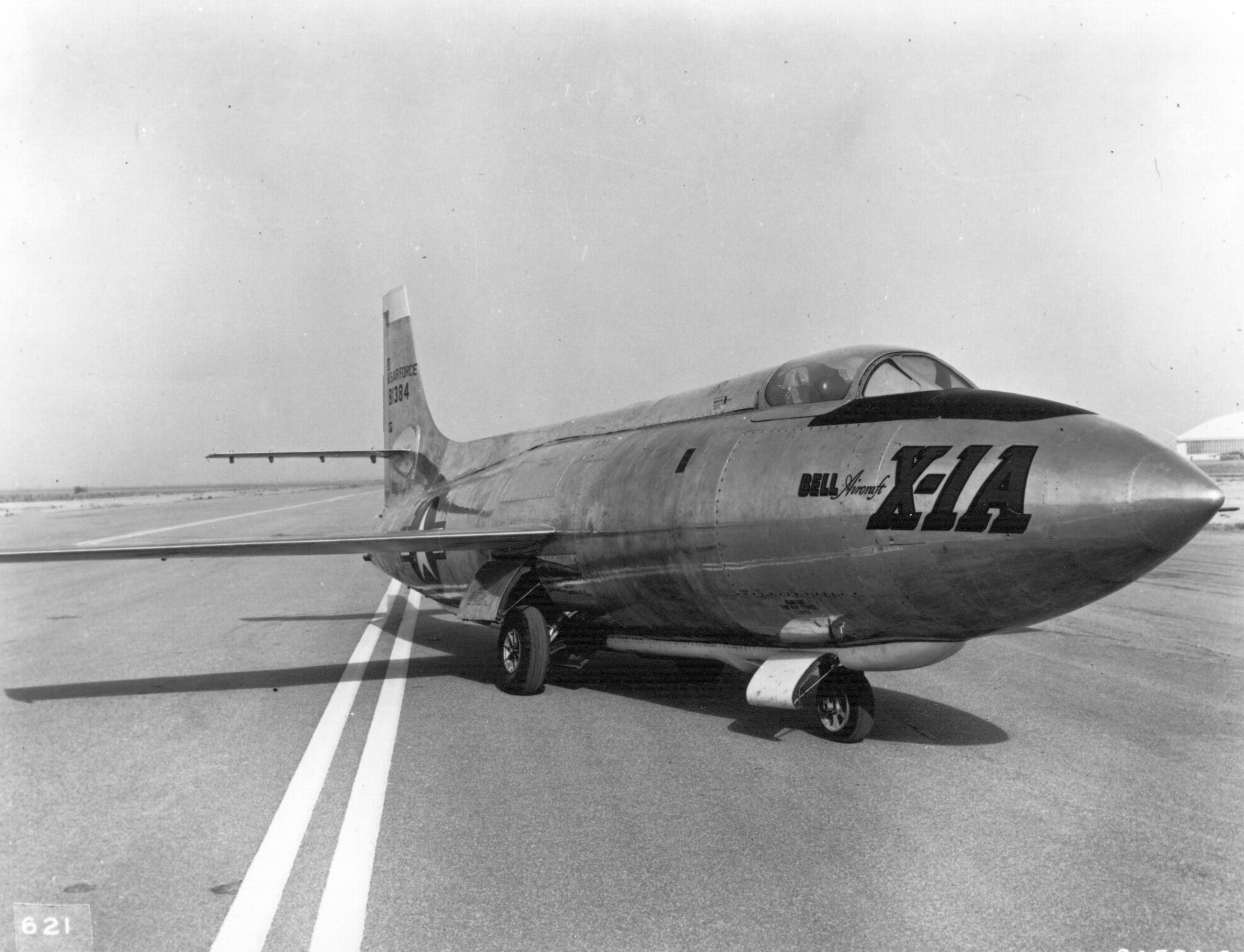
X-1A.

### X-1B

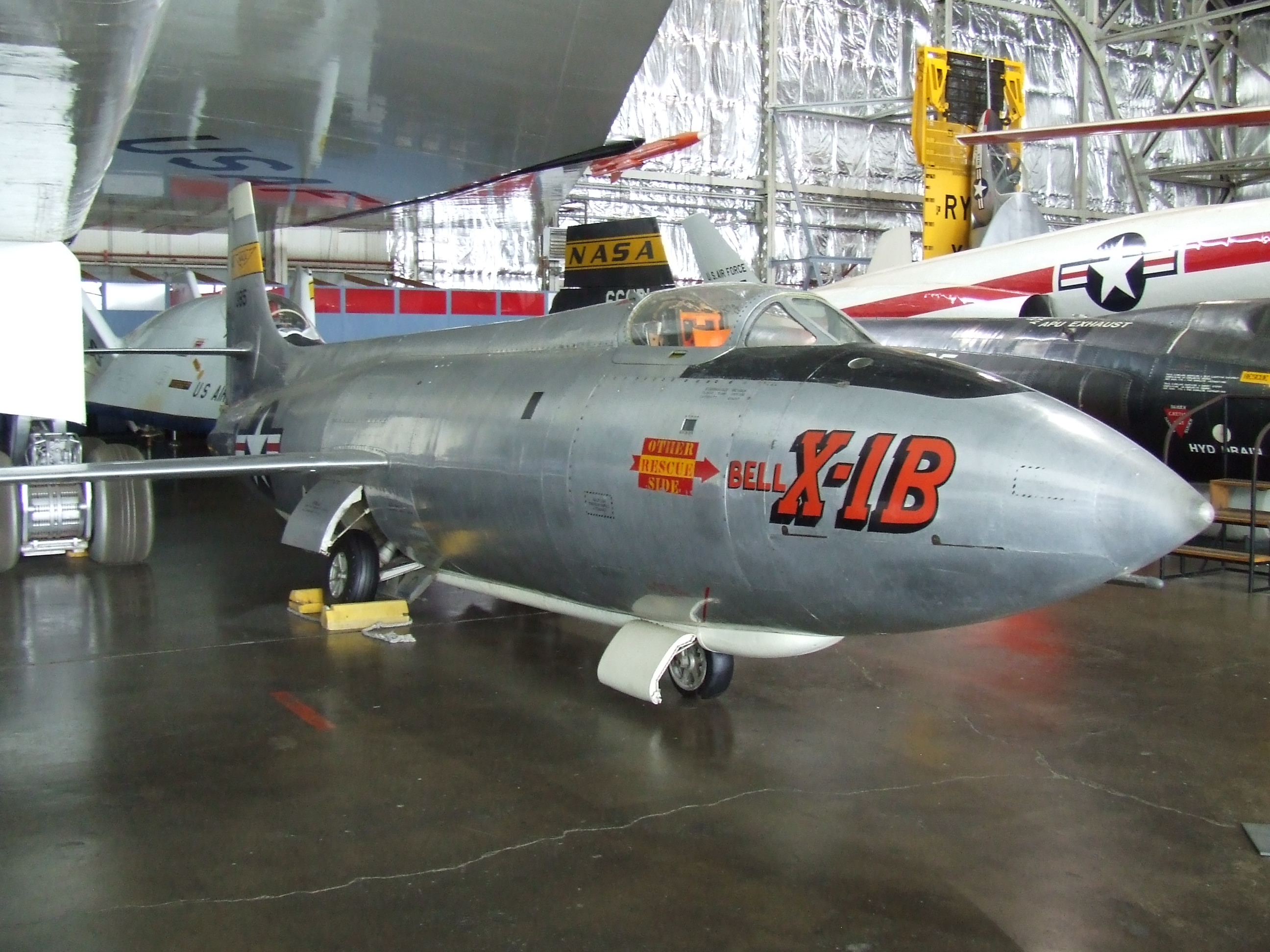
X-1B tại Bảo tàng quốc gia không quân Hoa Kỳ

### X-1E

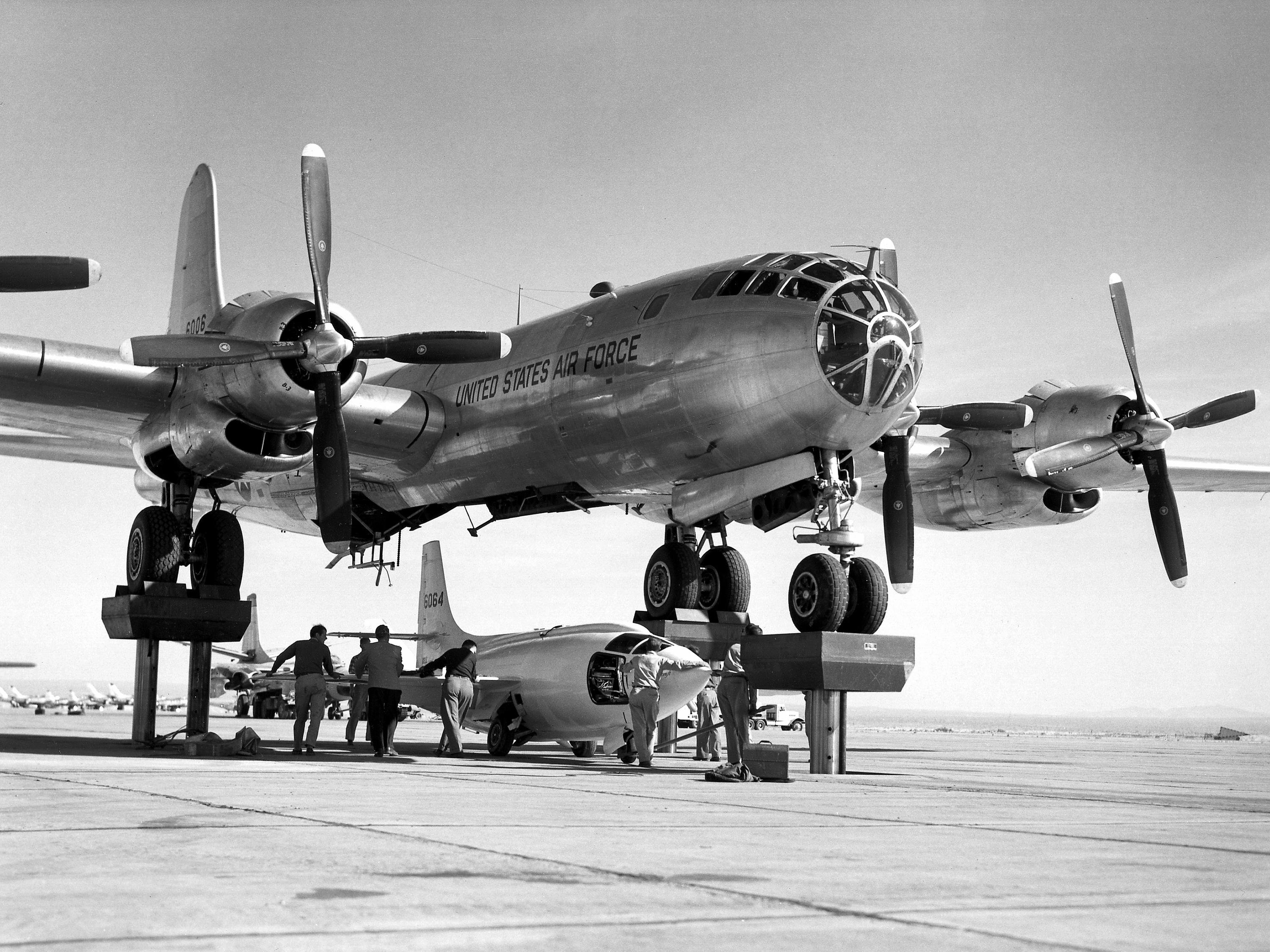
Bell X-1-3, số đuôi #46-064.

## Tính năng kỹ chiến thuật (Bell X-1)

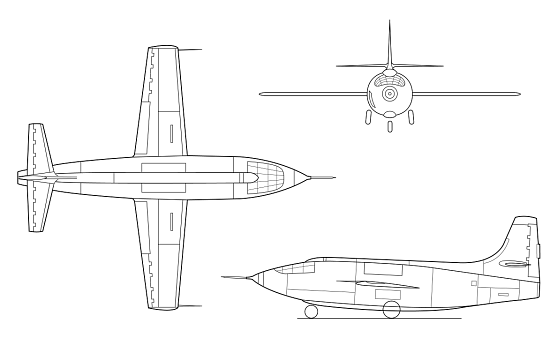

Đặc điểm tổng quát
- Tổ lái: 1
- Chiều dài: 30 ft 11 in (9,4 m)
- Sải cánh: 28 ft (8,5 m)
- Chiều cao: 10 ft (3,3 m)
- Diện tích cánh: 130 ft² (12 m²)
- Trọng lượng rỗng: 7.000 lb (3.175 kg)
- Trọng lượng có tải: 12.225 lb (5.545 kg)
- Trọng lượng cất cánh tối đa: 12.250 lb (5.557 kg)
- Động cơ: 1 × Reaction Motors XLR-11-RM3 kiểu rocket nhiên liệu lỏng, 6.000 lbf (1.500 lbf mỗi buồng đốt) (26,7 kN)
- Màu : Cam quốc tế (cùng màu như Cầu cổng vàng)

 Hiệu suất bay 
- Vận tốc cực đại: 957 mph (Mach 1,26) (1.541 km/h)
- Tầm bay: 5 phút ()
- Trần bay: 71.900 ft (21.900 m)
- Tải trên cánh: 94 lb/ft² (463 kg/m²)
- Lực đẩy/trọng lượng: 0,49

## Tính năng kỹ chiến thuật (Bell X-1E)

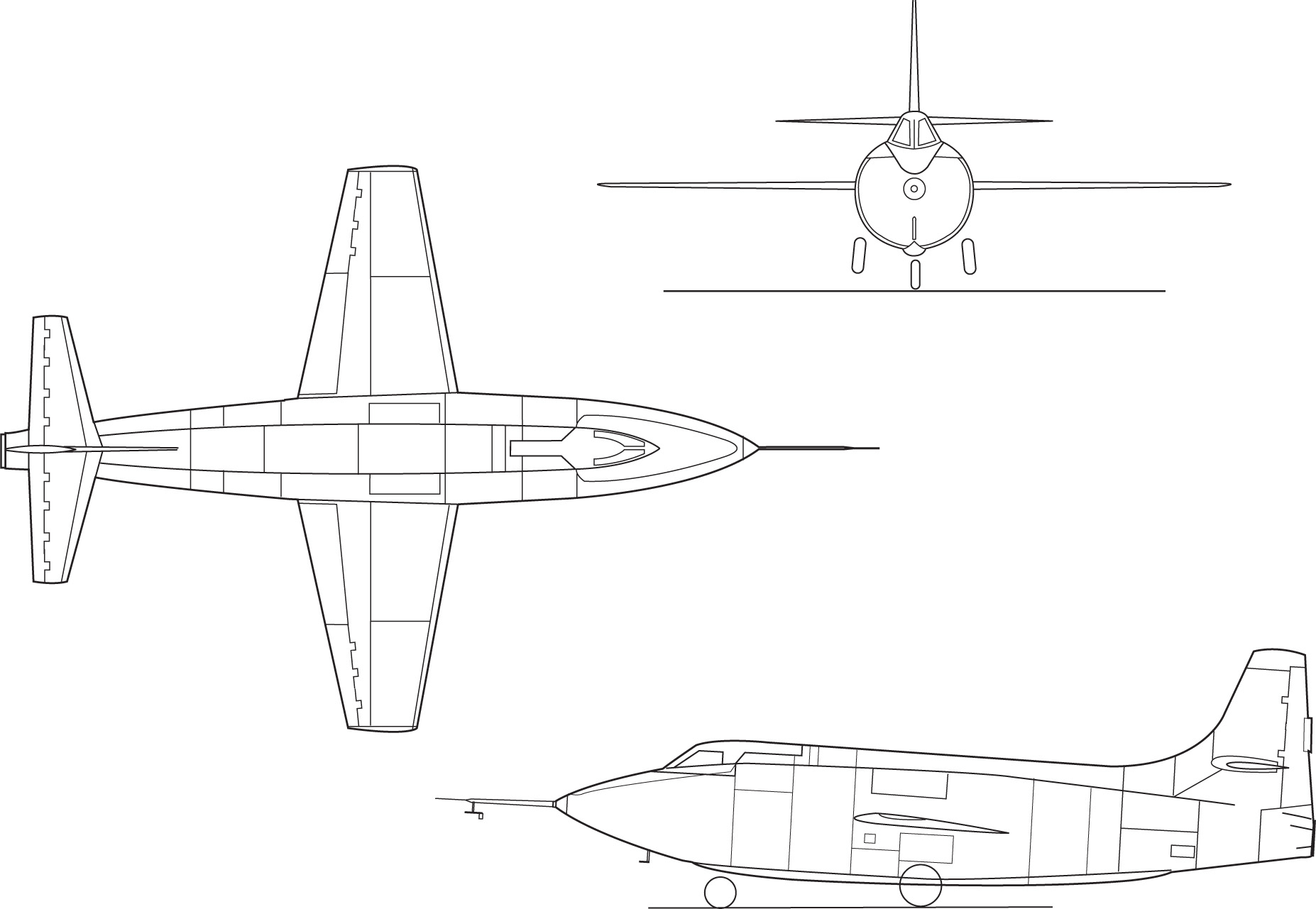
X-1E

Dữ liệu lấy từ The X-Planes: X-1 to X-45
Đặc điểm tổng quát
- Tổ lái: 1
- Chiều dài: 31 ft (9,4488 m)
- Sải cánh: 22 ft 10 in (6,9596 m)
- Chiều cao: 10 ft 10 in (3,3 m)
- Diện tích cánh: 115 ft² (10,684 m²)
- Trọng lượng rỗng: 6.850 lb (3.107,107 kg)
- Trọng lượng có tải: 14.750 lb (6.690,487 kg)
- Động cơ: 1 × Reaction Motors RMI LR-8-RM-5 kiểu rocket, 6.000 lbf (26,7 kN)

 Hiệu suất bay 
- Vận tốc cực đại: 1.450 mph (Mach 2.24) (2.333,548 km/h)
- Tầm bay: 4 phút 45 giây ((powered endurance))
- Trần bay: 90.000+ ft (27.432+ m)

- Chuck Yeager phá vỡ bức tường âm thanh vào 14 tháng 10 năm 1947 với chiếc Bell X-1.